# Генрієтта (Техас)
Генрієтта (англ. Henrietta) — місто (англ. city) в США, в окрузі Клей штату Техас. Населення — 3111 особа (2020).

## Географія
Генрієтта розташована за координатами 33°48′52″ пн. ш. 98°11′34″ зх. д. / 33.81444° пн. ш. 98.19278° зх. д. (33.814307, -98.192773).  За даними Бюро перепису населення США в 2010 році місто мало площу 13,41 км², з яких 13,14 км² — суходіл та 0,27 км² — водойми.

## Демографія
Згідно з переписом 2010 року, у місті мешкала 3141 особа в 1270 домогосподарствах у складі 850 родин. Густота населення становила 234 особи/км².  Було 1455 помешкань (109/км²).
Расовий склад населення:
| - 94,8 % — білих - 1,3 % — корінних американців - 0,6 % — чорних або афроамериканців - 0,4 % — азійців - 1,4 % — осіб інших рас |

До двох чи більше рас належало 1,5 %. Частка іспаномовних становила 4,3 % від усіх жителів.
За віковим діапазоном населення розподілялося таким чином: 24,4 % — особи молодші 18 років, 57,3 % — особи у віці 18—64 років, 18,3 % — особи у віці 65 років та старші. Медіана віку мешканця становила 41,9 року. На 100 осіб жіночої статі у місті припадало 91,5 чоловіків;  на 100 жінок у віці від 18 років та старших — 87,0 чоловіків також старших 18 років.
Середній дохід на одне домашнє господарство  становив 61 754 долари США (медіана — 46 548), а середній дохід на одну сім'ю — 71 474 долари (медіана — 59 107). Медіана доходів становила 41 797 доларів для чоловіків та 24 538 доларів для жінок. За межею бідності перебувало 13,4 % осіб, у тому числі 15,4 % дітей у віці до 18 років та 4,3 % осіб у віці 65 років та старших.
Цивільне працевлаштоване населення становило 1312 осіб. Основні галузі зайнятості: освіта, охорона здоров'я та соціальна допомога — 20,2 %, роздрібна торгівля — 18,5 %, мистецтво, розваги та відпочинок — 11,4 %, транспорт — 7,8 %.